# Sciobius
Sciobius är ett släkte av skalbaggar. Sciobius ingår i familjen vivlar.

## Dottertaxa tillSciobius, i alfabetisk ordning[1]
- Sciobius aciculatifrons
- Sciobius albiceratus
- Sciobius albicinctus
- Sciobius angustus
- Sciobius arrowi
- Sciobius asper
- Sciobius barkeri
- Sciobius bistrigicollis
- Sciobius brevicollis
- Sciobius cinctus
- Sciobius cinereus
- Sciobius cognatus
- Sciobius cultratus
- Sciobius dealbatus
- Sciobius deplanatus
- Sciobius geniculatus
- Sciobius granipennis
- Sciobius granosus
- Sciobius griseus
- Sciobius horni
- Sciobius impressicollis
- Sciobius lateralis
- Sciobius latipennis
- Sciobius marginatus
- Sciobius muricatus
- Sciobius nanus
- Sciobius obesus
- Sciobius oneili
- Sciobius opalinus
- Sciobius ovarius
- Sciobius paivanus
- Sciobius panzanus
- Sciobius peringueyi
- Sciobius planipennis
- Sciobius pollinosus
- Sciobius pondo
- Sciobius porcatus
- Sciobius prasinus
- Sciobius pullus
- Sciobius scapularis
- Sciobius schonlandi
- Sciobius spatulatus
- Sciobius squamulosa
- Sciobius squamulosus
- Sciobius subnodosus
- Sciobius tenuicornis
- Sciobius tottus
- Sciobius wahlbergi
- Sciobius varius
- Sciobius viduus
- Sciobius viridis
- Sciobius vittatus